# Опилченець
Опилче́нець (болг. Опълченец) — село в Старозагорській області Болгарії. Входить до складу общини Братя-Даскалові.

## Населення
За даними перепису населення 2011 року у селі проживала 401 особа.
Національний склад населення села:
| Національність   | Кількість осіб | Відсоток |
| ---------------- | -------------- | -------- |
| болгари          | 230            | 57,4%    |
| турки            | 152            | 37,9%    |
| Всього відповіли | 401            |          |

Розподіл населення за віком у 2011 році:
Динаміка населення: